# Батенинский жилмассив
Батенинский жилмассив — памятник архитектуры. Расположен в Санкт-Петербурге, современный адрес домов — Лесной проспект, 37 корпуса 1, 2, 3, 4, 5, 6; 37К, 37Л, 39 корпуса 1, 2; Диагональная улица, 4 корпуса 1, 2 (литеры).
Пятиэтажные здания построены в двух трапециевидных кварталах в 1930—1933 годах по проекту Г. А. Симонова, Т. Д. Каценеленбоген, В. А. Жуковской, Б. Р. Рубаненко, А. Р. Соломонова и П. С. Степанова. Застройка сделана линейно-периметральной и симметричной, южный квартал чуть больше северного по размерам. Фасады зданий протяжённые и плоские, монотонность разбивается только типичными для Симонова трёхпролётными проездами, изменением масштаба и перепадами высот.
Фасады со стороны Лесного проспекта сделаны лицевыми. Фасад северного квартала симметричный, у него фактурно обработаны нижние этажи, лестничные клетки вертикально остеклены, средняя лестница расположена в цилиндрическом объёме, разделяющим высокий проезд. С восточной стороны южного квартала вокруг въезда стоят уступчатые в плане дома с полукруглыми вертикальными угловыми выступами. В южной части вдоль проспекта между жилыми домами стоит двухэтажный торговый корпус.
Здание детского сада, относящееся к жилмассиву, к 2024 году было заброшено и ушло с торгов. Входящий в комплекс фонтан не работает, превращён в клумбу.